# Vic Swane

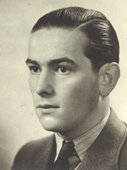
Vic Swane

Victor Johannes Maria Swane ('s-Hertogenbosch, 14 april 1920 - Buchenwald, 8 of 12 oktober 1944) leidde tijdens de Tweede Wereldoorlog in Parijs een Nederlandse escape-lijn. Hij overleed in een Duits concentratiekamp.
Vic Swane was een Leidse rechtenstudent die via de door hem geleide smokkelroute verzetsmensen en piloten hielp die vanuit Nederland via Spanje naar Engeland wilden ontsnappen.
Het Parijse trefpunt voor zijn organisatie was (het nog steeds bestaande) Hotel Montholon op 15, Rue de Montholon vlak bij Gare du Nord, waar de reizigers vanuit Brussel aankwamen. In de vroege ochtend van 9 maart 1944 viel de Sicherheitsdienst het hotel binnen en werden alle aanwezigen die met de smokkelroute te maken hadden gearresteerd. Dit waren naast Vic Swane een aantal hotelmedewerkers en een aantal leden van de groep, waaronder Agnès de Beaufort en haar echtgenoot Jan baron van Boetzelaer en de zwangere echtgenote van Christiaan Lindemans, Gilberte 'Gilou' Yvonne Lindemans-Letuppe. Evenals Lindemans was zij verbonden aan Swane's organisatie. Ook werden er een paar verzetsmensen op doorreis gearresteerd, waaronder Madelon Verstijnen die de inval in haar autobiografische Mijn Oorlogskroniek beschrijft.
Wie de groep aan de Duitsers verraden heeft is niet met zekerheid vastgesteld. Het is mogelijk dubbelspion Christiaan Lindemans (alias King Kong) geweest, maar ook is er zeker één keer iemand die van de escape-lijn gebruik had gemaakt bij hardhandig verhoor door de Duitsers doorgeslagen. Dit blijkt uit een brief aan Vic Swane, waarin hij gewaarschuwd wordt nooit meer in Hotel Montholon te komen. De brief, geschreven in december 1943, heeft hem echter nooit bereikt.
De arrestanten kwamen in de gevangenis van Fresnes bij Parijs terecht. Op 15 augustus werd vanaf het quai des bestiaux van het Gare de Pantin het laatste konvooi gevangenen uit Parijs afgevoerd naar Duitsland. Vic Swane en veel van de met hem gearresteerden maakten deel uit van dat transport. Swane  arriveerde op 20 augustus in KL Buchenwald en kreeg gevangennummer 77686. Hij overleed  er op 8 of 12 oktober.